# Jiří Bušek
Jiří Bušek (* 10. dubna 1955 Rumburk) je český rockový kytarista.
V letech 1988–1990 působil ve skupině Kabát, na začátku devadesátých let založil seskupení KABÁT revival Varnsdorf J.B., se kterým dále hraje. Tvrdí, že pro skupinu Kabát vytvořil písně Moderní děvče a Láďa, avšak podle veřejných databází hudebních děl první z nich složili Ota Váňa (hudba) a Milan Špalek (text) a druhou z nich Milan Špalek (hudba a text) a Josef Vojtek (hudba). S Revivalem vlastní písně neskládá. V minulosti působil také ve skupinách Bohemia, TFC, Presence, Množiny, Test, Hej-Vy a Virus.